# 吳越族
吳越族，又稱吳越人，為古越人的一支，主要指活跃在長江下游，今天中國江蘇省、浙江省、上海市一帶的古代居民，在殷周時建立越國與吳國，為百越之一。這個假說最早由梁啟超提出，經衛聚賢等人形成學說。
使用的語言為古越語，可能屬於侗台語系或南岛語系。

## 概論
在春秋晚期，出現了吳國與越國這兩個非中原的國家。梁啟超觀察中國古代歷史，提出九大民族假說，認為在炎黃一系的華族之外，還有八大民族，包括苗蠻族、蜀族、巴氐族、徐淮族、吳越族、閩族、百粵族、百濮族。隨著歷史演化，後世除了苗族與濮族之外，其餘民族已被吸納進入以華族為主體的漢族之中。衛聚賢在《吳越文化叢論》中，以考古所得，提出吳越民族的說法。聞一多認為，端午節可能起源於吳越民族。徐松石認為吳越族為東南亞民族，如馬來人等的先祖。
根據《史記》、《吳越春秋》等記載，越國為夏人後裔。因此，吳越族可能為夏人後裔。
在日本學界，日本學者國分直一認為吳越民族的文化曾經影響古代日韓。在他論文中，曾經舉出日本其他學者意見，狹玄鬼曾主張殷民族就是吳越民族，白川靜認同殷族與吳越族關係很深，但殷人與吳越族屬同一民族，此說法尚須考證。

## 語言
据先秦史料，当时吳越地区的語言與中原漢族不同。何休《公羊傳》註疏記載，越國當地人自稱於越，但中原華夏諸國稱其為越。在文獻中，吳國國名為句吳、吳。在金文中，寫為「工敔」、「攻吾」、「句敔」等。根據古代註釋，句吳與於越相同，來自相同的當地語言，不是中原雅言。
學者董珊分析出土的吳國青銅器，作者姓名的漢字寫法各異，其中還常加入一些無意義的漢字作前綴或中綴，認為漢字是被當成記音符號來使用。《史記》記載的吳國王室世系，除最早三位太伯、仲雍與季簡是以周人的姓名記錄，此外先祖名號，都是將漢字作為記音符號。越王的名稱也有相同的現象。董珊認為，這代表吳、越與中原的語言不同，為不同語系，但在春秋晚期，學習到漢字，因此以漢字為記音符號，隨後逐步融入漢字文化圈。
吳與越皆被視為是與中國習俗不同的蠻夷，兩國語言相通，習俗相近。吳越的語言，與中原諸國不同，與楚國也不同，沒有記錄顯示他們語言不通，因此可能是使用同一種語言。但因為留下的文獻很少，後世學者難以分析。鄭張尚芳分析〈越人歌〉，認為這種語言屬於侗台語系。隨著古吳越人與古漢人融合，吳越人以自己的語音來讀漢人的詞彙，使早期吳語同時俱有侗台語系與漢代漢語的特色。現今浙南吳語與與閩語仍保留了許多古吳語的特徵，但北部吳語受到北方官話影響，與北方話趨同。吴安其认为新石器晚期，东南沿海分布南岛语，夏商时期转用侗台语，春秋以后，长江两岸侗台人陆续转用汉语。

## 習俗
古代記載，古吳越地区有斷髮紋身的習俗。日本學者出野文莉認為，甲骨文中的「文」這個單字，來自於殷人對吳越族紋身的描寫。

## 考古發現
太湖地区發掘的马桥文化是古越族留下的遺址。